# 德克萨斯心脏研究所
德克萨斯心脏研究所（英語：The Texas Heart Institute）是位于德克萨斯医学中心的非营利性心脏病学和心脏外科手术中心，由心臟外科醫生丹頓·庫利於1962年創立。